# Абу Марван Абд аль-Малик I
Абу Марван Абд аль-Малик I (араб. أبو مروان عبد الملك الغازي‎) — султан Марокко из династии Саадитов, правивший в 1576—1578 годах. Умер во время сражения с португальцами в Битве трёх королей в 1578 году.

## Происхождение и молодые годы
Абд аль-Малик был сыном султана Марокко Мохаммеда аш-Шейха. В середине XVI века Марокко стало ареной соперничества интересов Оттоманской империи и Испании. На волне этого соперничества Мохаммед аш-Шейх был убит в 1557 году османскими агентами. Брат Абд аль-Малика Абдаллах I аль-Галиб наследовал власть в Марокко, отодвинув в сторону других братьев. Абд аль-Малик был вынужден бежать из Марокко вместе с двумя братьями Абдулмуменом и Ахмадом. Братья были вынуждены жить в фактическом изгнании на территориях Оттоманской империи с 1557 по 1575 год.

## В изгнании — Османская империя (1557—75 годы)
Абд аль-Малик с братьями провёл 17 лет в Оттоманской империи, в основном на территории Алжира. Старший брат Абд аль-Малика Абдулмумен был назначен Хасан-пашой губернатором города Тлемсен, но он был убит в 1571 году.

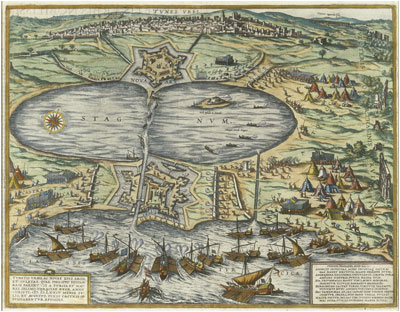
Завоевание Туниса 1574 год, в котором принимал участие Абд аль-Малик.

Абд аль-Малик несколько раз в этот период посещал Константинополь. Известно, что он был там в июле 1571 года, после чего принимал участие в битве при Лепанто (на стороне сил Османской империи). В этой битве Абд аль-Малик попал в плен, его вывезли в Испанию, где его судьбу решал король Филипп II. По совету Андреа Гаспаро Корсо пленника держали в городе Оран на средиземноморском побережье Алжира, принадлежащем испанцам. В 1573 году Абд аль-Малику удалось сбежать от испанцев и перебраться на территорию Османской империи.
В январе 1574 года, будучи в Константинополе, Абд аль-Малик заболел. Его вылечил французский доктор Гийом Берар. Когда Абд аль-Малик стал султаном Марокко, он попросил короля Франции Генриха III прислать Гийома Берара в Марокко, где тот стал консулом от Франции.
В 1574 году Абд аль-Малик участвовал в завоевании Туниса. После этого Абд аль-Малик снова приехал в Константинополь, где согласовал с новым султаном Мурадом III завоевание для себя трона Марокко.

## Завоевание Марокко
В 1576 году Абд аль-Малик вышел из Алжира во главе 10 000 войска, собранного при помощи Османской империи. Армия вошла в Марокко и завоевало царство Фес. Абд аль-Малик был назначен Мурадом III Халифом Марокко. Тяготившийся присутствием в стране огромного османского войска, Абд аль-Малик договорился с Мурадом III отослать ставшую ненужной (и представляющей опасность) армию из Марокко в обмен на большую партию золота.
В следующие пару лет Абд аль-Малик стал играть довольно заметную роль в европейской политике. Он заключил договор с английской королевой Елизаветой I. Договор был направлен против испанского короля Филиппа II. На этот момент Абд аль-Малик знал испанский и итальянский языки. Наряду с французами, Елизавета I прислала в Марокко консула. Известно письмо на испанском, которое Абд аль-Малик отправил королеве Елизавете I в 1577 году.

## Битва трёх королей
Свергнутый Абд аль-Маликом предыдущий султан Марокко Абу Абдалла Мохаммед II нашёл прибежище при дворе короля Португалии Себастьяна I. Он сумел уговорить короля начать военную кампанию в Марокко против Абд аль-Малика. Армия Абд аль-Малика сошлась с португальцами Себастьяна I и марокканскими силами, верными Абу Абдалле Мохаммеду II в битве при Эль-Ксар-эль-Кебире 4 августа 1578 года. Битва завершилась полной победой армии Абд аль-Малика, правда сам он, будучи тяжело больным к началу битвы, умер в день сражения. В битве были убиты другие два короля — Себастьян I и Абу Абдалла Мохаммед II. В день сражения после смерти Абд аль-Малика султаном Марокко стал его младший брат Ахмад аль-Мансур.

## Комментарии
1. ↑  Вероятно, брат только по отцу.
2. ↑  Три брата вынужденные бежать из Марокко были братьями как по отцу, так и по матери.
3. ↑  Наместник Оттоманской империи в Алжире.
4. ↑  Корсиканский авантюрист, агент челночной дипломатии между мусульманскими и христианскими правителями Средиземноморья. Впоследствии стал другом Абд аль-Малика.
5. ↑  Сын Абдаллах I аль-Галиба, то есть он приходился Абд аль-Малику племянником.